# Манукодія мала
Манукодія мала (Manucodia jobiensis) — вид горобцеподібних птахів родини дивоптахових (Paradisaeidae).

## Поширення
Поширений фрагментарно на півночі Нової Гвінеї та на острові Япен. Мешкає у тропічних вологих лісах до 850 м над рівнем моря.

## Опис
Птах середнього розміру, завдовжки 30-34 см, вагою 150—205 г. Самці трохи більші за самиць. Зовні птах нагадує ворону, з сильним подовженим дзьобом, міцним тілом, міцними ногами та видовженим хвостом. Оперення чорного кольору по всьому тілу, з синювато-фіолетовими металевими відтінками, особливо на боках шиї та в спині. Дзьоб і ноги чорні, очі червоні.

## Спосіб життя
Трапляється парами або поодинці. Живе під пологом лісу. Живиться переважно плодами. Рідше поїдає комах і нектар. Про репродуктивні звички цього виду відомо досить мало, однак вважається, що вони суттєво не відрізняються від інших манукодій.